# Thuya du Japon
Thuja standishii
Espèce
Classification phylogénétique
Statut de conservation UICN

 NT  : Quasi menacé
Le Thuya du Japon (Thuja standishii, appelé くろべ, et aussi ネズコ en japonais) est une espèce de thuya, conifère toujours vert de la famille des Cupressacées, originaire du Japon.

## Distribution
Le Thuya du Japon est originaire du sud du Japon, où on le trouve dans les îles de Honshu et de Shikoku.
Son habitat naturel se situe dans les montagnes, mais il fut découvert en 1860 par Robert Fortune dans des jardins de Tokyo.
Au Japon Thuja standishii fait partie des cinq espèces d'arbres protégés nommés les Kiso Goshinboku ou cinq arbres sacrés de Kiso.

## Description
Le thuya du Japon est un arbre de taille moyenne, pouvant atteindre 20 à 35 m de haut, avec un tronc ayant jusqu'à 1 m de diamètre. Cependant, des spécimens plus anciens peuvent être beaucoup plus gros. C'est le cas du spécimen de Hirayu dans la préfecture de Gifu qui a plus de 1000 ans.
Le feuillage est constitué de rameaux aplatis, couverts de feuilles en forme d'écailles de 2 à 4 mm de long, vert mat au-dessus et portant d'étroites bandes blanches en dessous (formées par les stomates).
Les cônes femelles, ovoïdes, mesurent de 6 à 12 mm de long sur 4 à 5 mm de large. Ils sont constitués de 6 à 10 écailles imbriquées, de couleur jaune vert au début, virant au rouge brun à maturité.

## Utilisation
C'est un important bois d'industrie au Japon où il est cultivé dans des plantations forestières pour son bois durable, étanche et apprécié pour ses senteurs.
Il est aussi cultivé, notamment en Europe, comme arbre d'ornement.